# Cacodyl
Cacodyl, dicacodyl, tetramethyldiarsine of alkarsine is een organoarseenverbinding, een van de bestanddelen van Cadet's stinkende vloeistof (genoemd naar de Franse scheikundige Louis Claude Cadet de Gassicourt). De stof komt voor als een olieachtige vloeistof met een knoflookachtige geur. In droge lucht kan cacodyl aanleiding geven tot zelfontbranding.

## Synthese
De eerste synthese ging uit van kaliumacetaat en arseen, later gemodificeerd naar  kaliumacetaat en arseentrioxide.  Het in eerste instantie gevormde cacodyloxide geeft onder de reactieomstandigheden aanleiding tot een disproportioneringsreactie waarin diverse gemethyleerde arseenverbindingen ontstaan, waaronder cacodyl.  De totaalreactie kan - wat cacodyl betreft - geschreven worden als:
{\displaystyle \mathrm {4\ CH_{3}COOK\ +\ AsO_{3}\ \longrightarrow \ As_{2}(CH_{3})_{4}\ +\ 2\ K_{2}CO_{3}\ +\ 2\ CO_{2}} }
Een reactie die veel efficiënter verloopt is die waarin chloordimethylarsine en dimethylarsine met elkaar reageren:
{\displaystyle \mathrm {4\ As(CH_{3})_{2}Cl\ +\ As(CH_{3})_{2}H\ \longrightarrow \ As_{2}(CH_{3})_{4}\ +\ HCl} }

## Geschiedenis
De naam cacodyl, toen gespeld als kakodyl, is voor het eerst gebruikt door Berzelius om het dimethylarsinyl-radicaal te beschrijven: (CH3)2As. De naam is afgeleid van het Griekse κακωδης (kakoodès, 'kwalijk ruikend').
Cacodyl is onderzocht door Edward Frankland en Robert Bunsen.  Het wordt beschouwd als een van de eerste organometaalverbindingen.  Het werk aan cacodyl was aanleiding voor Bunsen de methylradicaal te postuleren.

## Toepassingen
Cacodyl werd veel gebruikt in de studies waarin de radicaaltheorie centraal stond. In onderzoekslaboratoria werd de stof daarom in die tijd, rond 1840, veel gebruikt. Nadat de radicaaltheorie gemeengoed was geworden in de toenmalige wetenschappelijke wereld, nam de belangstelling voor het vreselijk stinkende cacodyl af. Tijdens de Eerste Wereldoorlog is overwogen cacodyl als strijdgas te gebruiken. Voor zover bekend is het nooit daadwerkelijk in een oorlogssituatie is toegepast.
In de anorganische chemie wordt cacodyl als ligand voor overgangsmetalen toegepast.